# 구스타프 헤르글로츠
구스타프 페르디난트 마리아 헤르글로츠(독일어: Gustav Ferdinand Maria Herglotz, 1881년 2월 2일 ~ 1953년 3월 22일)는 보헤미아, 독일의 수학자이다. 상대성 이론과 지진학에 공헌하였다.

## 생애
1881년 당시 오스트리아-헝가리의 일부였던 보헤미아 볼라리(체코어: Volary)에서 태어났다. 1899년에 빈 대학교에 입학하여 수학과 천문학을 공부하였고, 루트비히 볼츠만의 강의를 수강하였다. 이후 1900년에 뮌헨 대학교에 입학하여 1902년에 후고 폰 젤리거 아래 박사 학위를 수여받았고, 괴팅겐 대학교에서 펠릭스 클라인 아래 하빌리타치온을 수여받았다.
1904년에 괴팅겐 대학교 수학 조교수(독일어: Privatdozent)가 되었고, 1907년에 정교수(독일어: Professor extraordinarius)가 되었다. 이 곳에서 지진학의 비헤르트-헤르글로츠 법(영어: Wiechert–Herglotz method)을 에밀 비헤르트(독일어: Emil Wiechert)와 같이 개발하였다.
1908년에 빈 대학교 교수, 1909년에 라이프치히 대학교 교수가 되었다. 이 곳에서 에밀 아르틴을 제자로 두었다. 1925년에 괴팅겐 대학교에서 카를 다비트 톨메 룽게의 빈 교수좌를 채워 응용 수학 교수가 되었다.
1947년에 은퇴하였고 1953년 3월 22일 괴팅겐에서 사망하였다.

## 서적
- Gesammelte Schriften / Gustav Herglotz, edited for d. Akad. d. Wiss. in Göttingen by Hans Schwerdtfeger. XL, 652 p., Vandenhoeck & Ruprecht, Göttingen 1979, ISBN 3-525-40720-3.[2]
- Vorlesungen über die Mechanik der Kontinua / G. Herglotz, prepared by R. B. Guenther and H. Schwerdtfeger, Teubner-Archiv zur Mathematik; vol. 3, 251 p.: 1 Ill., graph. Darst.; 22 cm, Teubner, Leipzig 1985.
- Über die analytische Fortsetzung des Potentials ins Innere der anziehenden Massen, Preisschriften der Fürstlichen Jablonowskischen Gesellschaft zu Leipzig, VII, 52 pages, with 18 Fig.; Teubner, Leipzig (1914).[3]
- Über das quadratische Reziprozitätsgesetz in imaginären quadratischen Zahlkörpern, Ber. über d. Verh. d. königl. sächs. Gesellsch. d. Wissensch. zu Leipzig, pp. 303–310 (1921).

## 같이 보기
- 뫼비우스 변환
- 가속 좌표계